# لغة ناما
لغة خوي خوي /ˈkɔɪkɔɪ/ وتعرف أيضاً باسمها الأصلي «ناما» هي أكثر اللغات المنتشرة في أفريقيا الجنوبية من بين اللغات التي لا تنتمي للغات البانتو، وتحتوي أصوات «نقر» وبالتالي تصنّف بشكل عام أنها من لغات خويسان. تنتمي إلى عائلة لغات Khoe وتتحدّث بها ثلاث مجموعات عرقية في ناميبيا وبوتسوانا وجنوب أفريقيا هي شعب ناما وشعب دامارا وشعب هيلوم.
لغة ناما هي اللغة الوطنية في ناميبيا، حيث تستخدم كلغة تعليم في كافة المراحل وصولاً إلى الجامعة، كما تستخدم في الدوائر الحكومية. كما تستخدمها شركات البث الحكومية وتنتج بها برامج البث الإذاعي في ناميبيا وجنوب أفريقيا.

## وصلات خارجية
- Nama grammar and a story at Cornell (dead link as of January 2009; cached by the Internet Archive)
- Nama (KhoeKhoegowab) Phrase Video Lessons
- KhoeSan Active Awareness Group نسخة محفوظة 16 ديسمبر 2009 على موقع واي باك مشين. (dead link as of 17 October 2010)
- An 8-minute clip of spoken Hottentot (khoekhoegowab)
- Khoekhoe phonology and a story by Johanna Brugman
- Khoekhoe basic lexicon at the Global Lexicostatistical Database